# 海古龟属
海古龟属（学名：Haichemys）是海古龟科的一属，發現於蒙古國。

## 下属物种
本属包括以下物种：
- 海古龟 Haichemys ulensis Sukhanov & Narmandakh, 2006